# 湯姆遜河大學
50°40′6.32″N 120°21′56.22″W / 50.6684222°N 120.3656167°W
湯姆遜河大學（英語： 缩写为TRU）又譯湯普森河大學，是一所公立教學和研究型大學，提供本科和研究生學位以及職業教育。 它的主校區位於加拿大不列顛哥倫比亞省的甘露市，它的名字來自兩條匯集在坎盧普斯，北湯姆遜河和南湯姆遜河。 該大學在不列顛哥倫比亞省威廉姆斯湖有一個衛星校區，還有一個名為TRU-Open Learning的遠程教育部門。 它還通過其TRU世界部門建立了多個國際合作夥伴關係。
湯姆遜河大學通過開放式學習部門提供140個校內課程和約60個在線或遠程課程，包括交易學徒，職業證書和文憑，學士和碩士學位和法律。

## 历史
坎盧普斯是現在被稱為Thompson-Okanagan和Cariboo-Chilcotin的地區最大的人口中心，被BC省政府選為多個新的兩年地區學院之一，提供城市以外的學術和職業課程 該中心由三所大學提供服務。該省於1970年創立了卡里布學院，並於1970年9月開始為367名全日制和200名兼職學生開設課程，最初是在坎盧普斯印第安人住宿學校的設施之外。
Cariboo提供為期兩年的學術課程，使學生能夠轉學到卑詩大學 (UBC) 和新成立的西門菲莎大學（SFU）和維多利亞大學（UVic）。該學院還開展了職業培訓計劃，以滿足該地區林業，採礦和其他行業的需求。 Cariboo的職業部門，現在被稱為工商學院，是在1971年9月學院搬到麥吉爾路正在建設的新校區之後建立的。1972年5月，BC Premier W.A.C. 貝內特正式開啟職業聯盟。 根據省級授權，Cariboo於1974年與坎盧普斯職業學校合併，為坎盧普斯及該地區的職業需求提供培訓。
1978年，Cariboo被正式指定為具有不列顛哥倫比亞省大學和省立學院法案的公司地位的學院，獲得了自己的董事會，獨立於以前管理它的學校董事會。 該法還設立了開放式學習研究所（OLI），後來成為TRU-開放式學習，在全省範圍內為因地理隔離或其他原因無法接受高等教育的人提供學術課程和職業培訓的缘故。第二年，“大學法”賦予OLI以自己的名義授予藝術或科學學士學位的權力。
在20年的時間裡，學院的人口從第一年為367名全職和200名兼職學生服務的30名教職員工增加到259名全職和124名兼職員工，服務3,047名全職和2,205名 - 隨著入學人數的增加，Cariboo建立了十幾個新設施和一個校內學生宿舍，還翻新和擴建舊建築。 1971年，Cariboo在坎盧普斯以北285公里處的卑詩省威廉姆斯湖開設了一個衛星校園，為周邊社區提供項目，包括偏遠的原住民。 1985年，威廉姆斯湖校區遷至55,000平方英尺的霍奇森路設施，該設施隨後因地震不穩定而關閉。
1989年，Cariboo是省選擇成為新實體，即“大學學院”的三所學院之一，以提供區域中心的學位。 Cariboo的五個學士學位，即：文學學士、理學學士、教育學士學位、工商管理學士學位和護理學學士學位，是最初是在該省三所著名大學UBC，SFU和UVic的監督下開發和授予的。 當第一批畢業生於1991年6月獲得學位時，Cariboo更名為Cariboo大學學院（UCC）。
在1995年1月的學院和研究所法修正案給UCC獨立授予學位的權力。 這十年推出了幾個新項目，其中包括五個學士學位和探險指導文憑。 20世紀90年代的建設包括UCC與學生會之間基於成本回收的聯合提案，以完成53,000平方英尺，以學生為中心的校園活動中心，1990年省級立法改變後允許學院私下借錢用於發展。CC於2002年開始與UBC和SFU合作開設碩士學位課程，並獲得在2003年自主授予應用碩士學位的權力。 次年，卑詩省政府宣布將UCC成為全省最新的大學。
2005年3月，湯姆遜河大學（TRU）根据湯姆遜河大學法案成立。 該法案與BC開放大學和開放學習機構的其他方面合併了Cariboo大學學院，將UCC的大學理事會轉變為參議院，並創建了一個開放式學習計劃委員會。 UCC主席羅傑巴恩斯利博士繼續擔任新機構的掌舵人。 該省指定TRU為特殊目的大學，將繼續提供本科和碩士學位，職業培訓和成人基礎教育，開展研究和學術活動，並通過增加開放式學習課程和課程，將為學生提供開放式學習教育信貸銀行。
湯姆遜河大學（TRU）的首屆畢業典禮隆重舉行2005年3月31日，與安裝了第一校長，南希格林雷恩的一起。 第二天，總理保羅·馬丁成為TRU的第一位正式訪客。 工商管理碩士，TRU的第一個自主碩士學位課程，從9月份開始。
這座11層高的TRU住宅和會議中心大樓是一間擁有580間客房的公寓式學生宿舍，於2006年開業。2007年，現在的威廉姆斯湖校區在西大街開業，所有開放式學習業務（TRU-OL）都從伯納比搬遷 到坎盧普斯校區新建的BC開放學習中心。
Kathleen Scherf博士於2008年被任命為TRU的第二任總裁，但在2009年被TRU的理事會解僱.Roger Barnsley在尋找Scherf的替補期間再次擔任總裁兩年。 Alan Shaver博士於2011年被任命為TRU的第三任總裁，而Wally Oppal先生則被安排為財政大臣。該大學於2011年獲得了卑詩省研究大學理事會（RUCBC）的會員資格。 布朗家庭學習中心是TRU第一座獲得LEED金級認證的建築，於2011年開業，是TRU法學院的首選之地，這是30多年來在加拿大開設的第一所新法學院。 TRU Law於2013年12月搬入新裝修的舊主樓的44,000平方英尺的空間.Law的第一個畢業班於2014年6月召開。
在2014-15學年，TRU的總人數為25,748名學生，其中11,957名在校。 國際學生佔TRU校內學生人數的15％（總體上佔10％），其中中國，印度和沙特阿拉伯在70多個國家中名列前茅。 土著學生佔學生總數的10.5％。 國內和國際的開放學習學生共有11,903名學生。 （*由於一些學生雙重參加校內和開放式學習課程，總人數為整個院校提供了獨特的總數，而不是校園和開放學習的學生總數。）

## 校區
TRU位於坎盧普斯（Kamloops）的佔地250英畝的主校區位於該市西南部撒哈里（Sahali）地區的麥吉爾路（McGill Road），俯瞰著大學取名的南北湯普森河（River Thompson）的交匯處。 校園擁有40英畝的花園和BC省內部最大的植物園。 住宅為880名學生提供校內住宿。 坎盧普斯是一個擁有85,000人口的小城市，位於不列顛哥倫比亞省西南部內陸的Thompson-Nicola地區的半乾旱草原上，位於Secwepemc（Shuswap）人民的傳統土地上。 TRU在卑詩省Cariboo-Chilcotin地區的威廉姆斯湖有一個衛星校園，在100 Mile House，Clearwater，Barriere，Ashcroft和Lillooet設有區域中心。 開放式學習部門覆蓋全球學生。

### 校園發展
在學區的各種設施運營一年後，如坎盧普斯印第安住宿學校大樓，Cariboo學院於1971年9月遷至麥吉爾路的現有校園，與坎盧普斯職業學校共用新建的主樓。大部分校園都是加拿大海軍彈藥基地的一部分，在此期間建造的幾個軍官宿舍都被投入使用，並作為當今校園的遺產建築。
Cariboo校園的建設是不變的，以滿足快速擴大的學生群體的需求。圖書館和體育館綜合體都於1976年秋季開放。科學大樓於1980年完工，視覺藝術大樓於次年開放，取代使用坎盧普斯印第安人住宿學校設施。 1988年，學生宿舍開始施工，山坡體育場開放。 1989年，鐘樓大樓和校友劇院落成，並在主樓的B座上增設了第二層，用於教室和書店空間。
作為Cariboo在1989年成為大學學院的申請的一部分，制定了第一個校園計劃，要求每棟建築都有正式名稱。沒有一個教師或職能來識別它，十八年前的主要或主要建築物，作為校園裡最古老，最中央的建築物，當Cariboo學院成為Cariboo大學學院時正式成為Old Main。
隨著本科學生人數的增加，20世紀90年代的建設仍在繼續。 UCC將圖書館和科學大樓的面積擴大了一倍，並於1991年在維多利亞街開設了計算機訪問中心，並於1991年至1993年分兩期完成了藝術與教育（A＆E）大樓。緊鄰A＆E，53,000平方英尺校園活動中心，包括校園書店，自助餐廳，酒吧，零售空間，會議室，學生會辦公室和咖啡廳，於1993年開業，這要歸功於UCC與學生會之間基於成本回收的聯合提案。 1990年立法的變化使得學院私下借錢用於發展。
同樣在1993年，UCC開設了一個新的校園日托設施，Hillside Stadium軌道房屋，Williams Lake校園擴建部分，Ashcroft的區域中心以及Wells Grey教育和研究中心。 UCC的設施位於城市新加拿大游泳池的隔壁，是坎盧普斯舉辦1993年加拿大夏季運動會不可或缺的一部分。 1994年在梅里特和利盧埃特開設了更多的區域中心，1997年完成了貿易和技術中心。國際大樓於2002年開放，以容納不斷增長的國際教育部門（現為TRU世界分部）。
新的布朗家庭學習大樓於2011年開放，包括TRU的第二個圖書館和學習公共區。這是第一座獲得能源與環境設計領導力（LEED）可持續建築金獎的TRU大樓。它毗鄰的劇院，Irving K. Barber BC中心，有一個由甲蟲殺死的松樹和綠色屋頂組成的天花板，以一個以內部Salish坑屋為模型的設計。
最近對坎盧普斯校區建造的第一座建築Old Main進行了翻新和擴建，於2013年完工.TRU法學院於12月遷入44,000平方英尺的新建築，並正式啟動該空間以配合其2014年6月，第一次畢業班。該裝修獲得了多個獎項，包括2014年學院和大學規劃學會以及美國建築師協會頒發的榮譽獎。
TRU在2013年完成了更新的校園總體規劃，該規劃以“大學村”模式展示了坎盧普斯校區的未來發展。除了提高密度和改善校園生活，大學村的發展也將為獎學金，助學金和研究籌集資金。 TRU社區信託（TRUCT）成立於2011年的公司受託人，是一種促進發展的方式，但與大學保持一定距離，根據目前的省級高等教育風險管理政策，該大學不能直接控制項目。預計2016年將重新分區。

### 可持續發展
提高可持續性是TRU在2014 - 2019年的五大戰略重點之一。戰略可持續性計劃也是2014年至2019年，是根據高等教育可持續發展促進協會（AASHE）的可持續發展跟踪，評估和評級系統（STARS）制定的。 TRU於2015年被AASHE評為STARS金牌機構，是加拿大兩所大學之一，有資格成為可持續捐贈基金會推出的十億美元綠色挑戰創始人圈的成員，這是一項節能融資計劃。
校園環境可持續發展計劃主要由環境與可持續發展辦公室協調，該辦公室於2009年由首席主任湯姆歐文博士成立。坎盧普斯校區於2010年接受了能源審計，隨後進行了能源改造，佔校園建築面積的78％。 TRU與省級公用事業BC Hydro的持續優化計劃合作，為校園建築提供各種能效計劃。太陽能熱水供暖系統服務於Old Main，校園活動中心和烹飪藝術培訓中心，並且正在探索其他替代能源選擇。環境與可持續發展辦公室的其他舉措包括校園內堆肥，零廢物站，水瓶補充站，拼車服務以及支持學生和社區教育的年度活動。該辦公室還支持可持續性研究。
TRU可持續發展基金會撥款用於改善TRU的運營環境績效，促進可持續性識字和校園社區參與，推進應用研究，並展示可持續發展技術的可行性，並接受TRU學生，教職員工和教師的建議。

## 治理和學術
TRU是一所公立高等教育機構，由不列顛哥倫比亞省通過高等教育部（AVED）資助。 根據該省在湯普森河大學法案中的立法，該大學的目的是提供學士學位和碩士學位課程，提供中學後和成人基礎教育和培訓，承擔和維護研究和學術活動，並提供 為學生提供開放式學習教育信貸銀行。 大學必須促進卓越教學和開放式學習方法的使用。 在實現其目的時，大學必須滿足副總督會同行政局規定的地區的教育和培訓需求，以及不列顛哥倫比亞省的開放學習需求。
根據大學法案的規定，TRU的治理分為三個負責公司和學術決策的機構 和湯普森河大學法案。 理事會負責預算，業務和行政事務。 參議院就課程，證書，錄取和教育政策等學術問題做出決定。 開放學習規劃委員會同樣負責與公開學習科有關的學術事宜。 省立法規定了每個理事機構的組成，權力和職責以及大學的學位授予權。 （加拿大沒有聯邦教育部或高等教育機構的國家認證體系。高等教育屬於省級而非國家級。）個人學位課程由高等教育部批准。
大學法案還規定了大學的領導權，包括總統的權力，職責和職責。總統擔任副校長辦公室，理事會成員和參議院主席。總裁兼副校長是首席執行官，負責董事會和參議院監督TRU的行政和學術工作。向總統提供諮詢和報告的有教務長和副校長學術，副校長行政和財務，副校長晉升，副校長營銷和傳播，以及執行董事土著教育。
TRU通過其開放式學習部門在以下院系和學校提供140個校內課程和約60個遠程或在線課程：
- 冒險、烹飪藝術和旅遊學院
- 藝術學院
- 商業和經濟學院
- 教育和社會工作學院
- 法律系
- 護理學院
- 理學院
- 學生髮展學院
- 工商學院

TRU還有兩個部門：開放式學習，為所有院系和學校的學生提供遠程，在線和混合學習選擇;和TRU World，為國際和留學生提供服務。
TRU的學術願景以學術計劃：卓越獲取（2011）為指導。

### 開放式學習
根據湯普森河大學法案的省級立法，TRU開放式學習通過提供開放，可訪問和靈活的學習，以及通過“開放式學習教育信貸銀行”對學習的認可，“滿足不列顛哥倫比亞省的開放學習需求”。 學生們。
開放式學習課程和課程通過在線或遠程學習，連續入學時間表和開放式入學政策，確保所有類型的學習者都有機會完成學業並進一步發展自己的職業。 所有人都有資格獲得開放式學習的一般入學資格，並可申請課程註冊以及入讀證書課程。 申請人不需要特定的平均成績（GPA），也不需要提交中學的成績單進入TRU-OL並在課程中註冊。

## 友好院校
中华人民共和国：广东文理职业学院

## 其他
- 加拿大大學列表

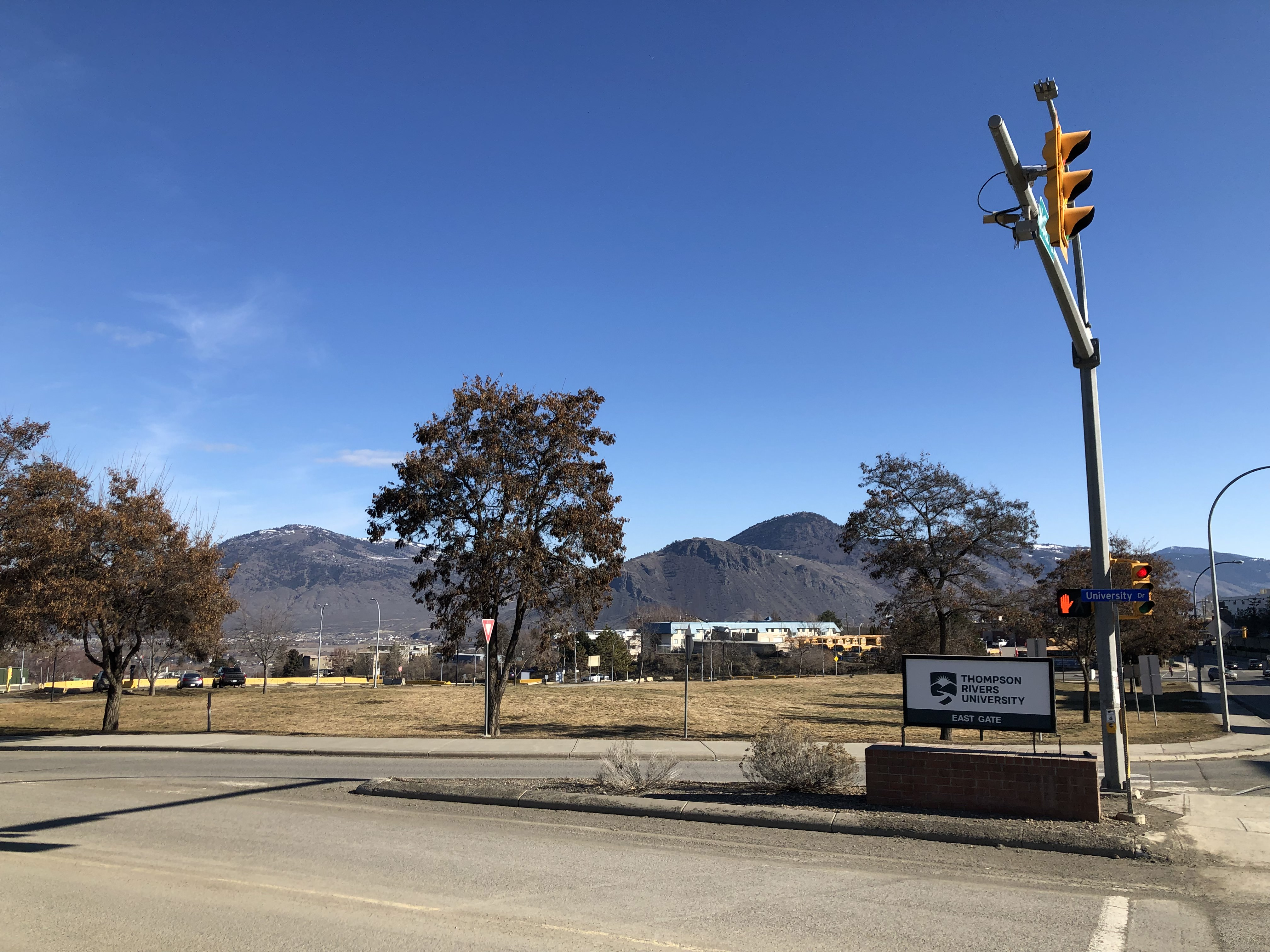
校區入口
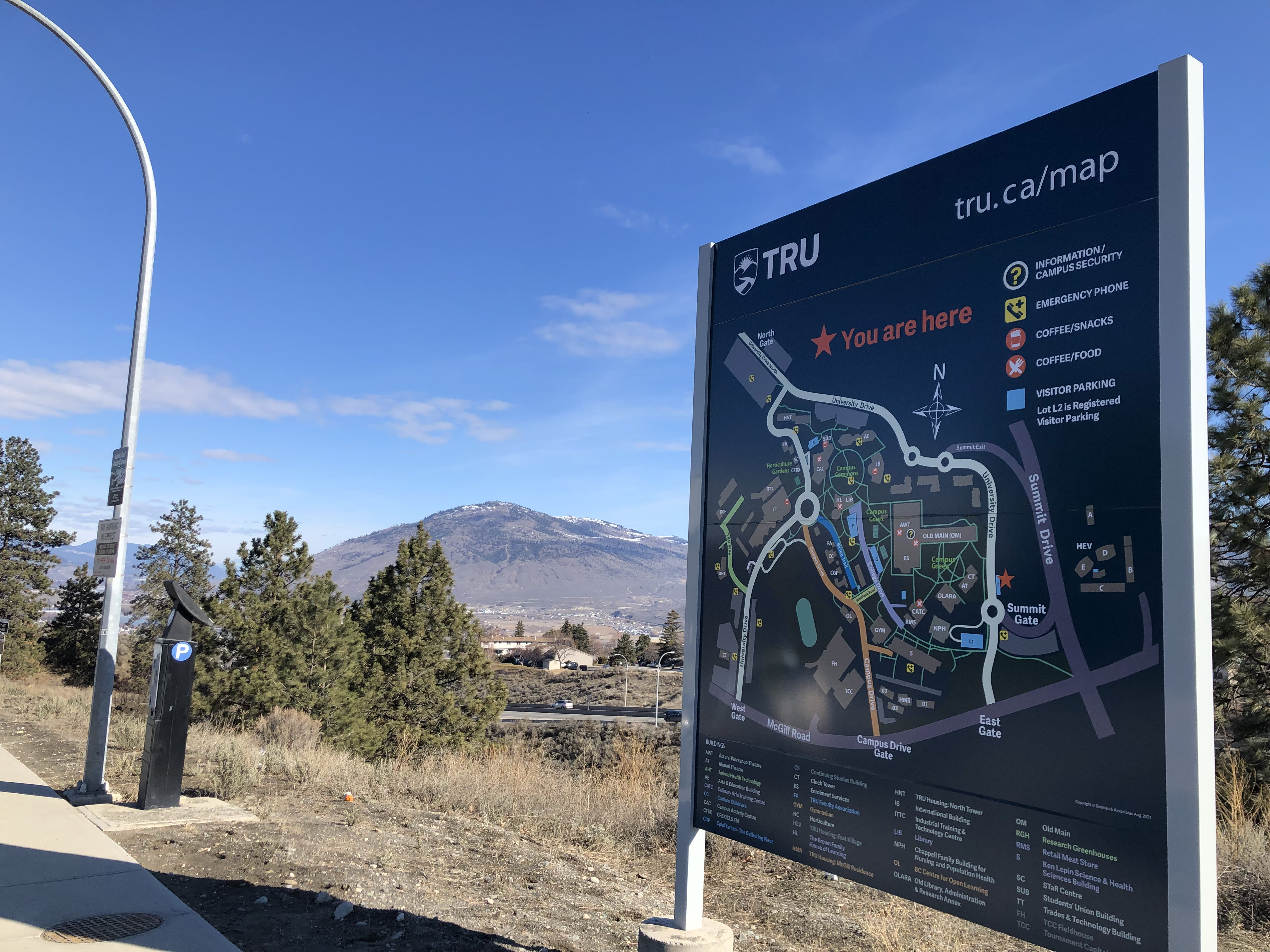
校園地圖看板
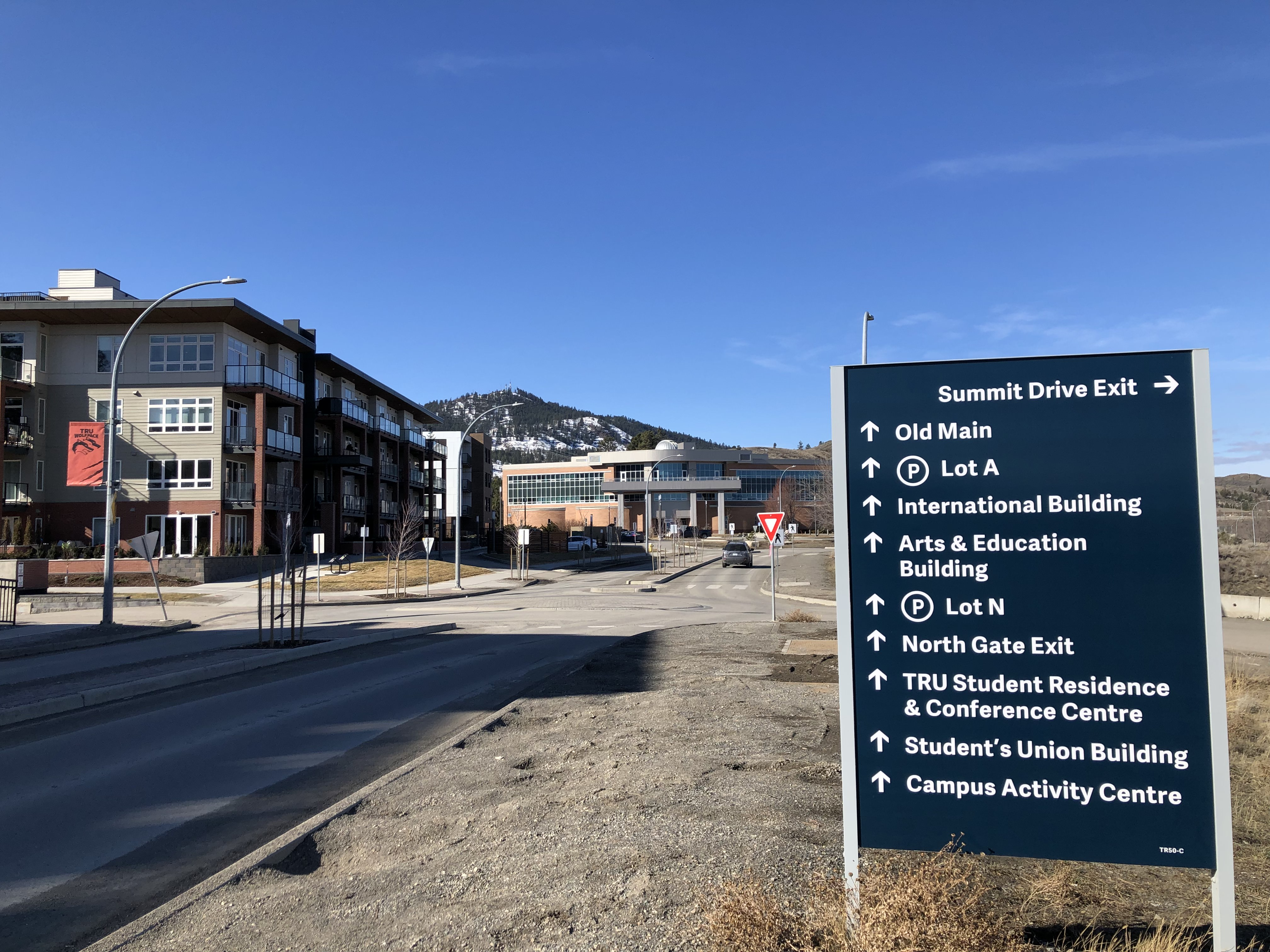
校園指示牌
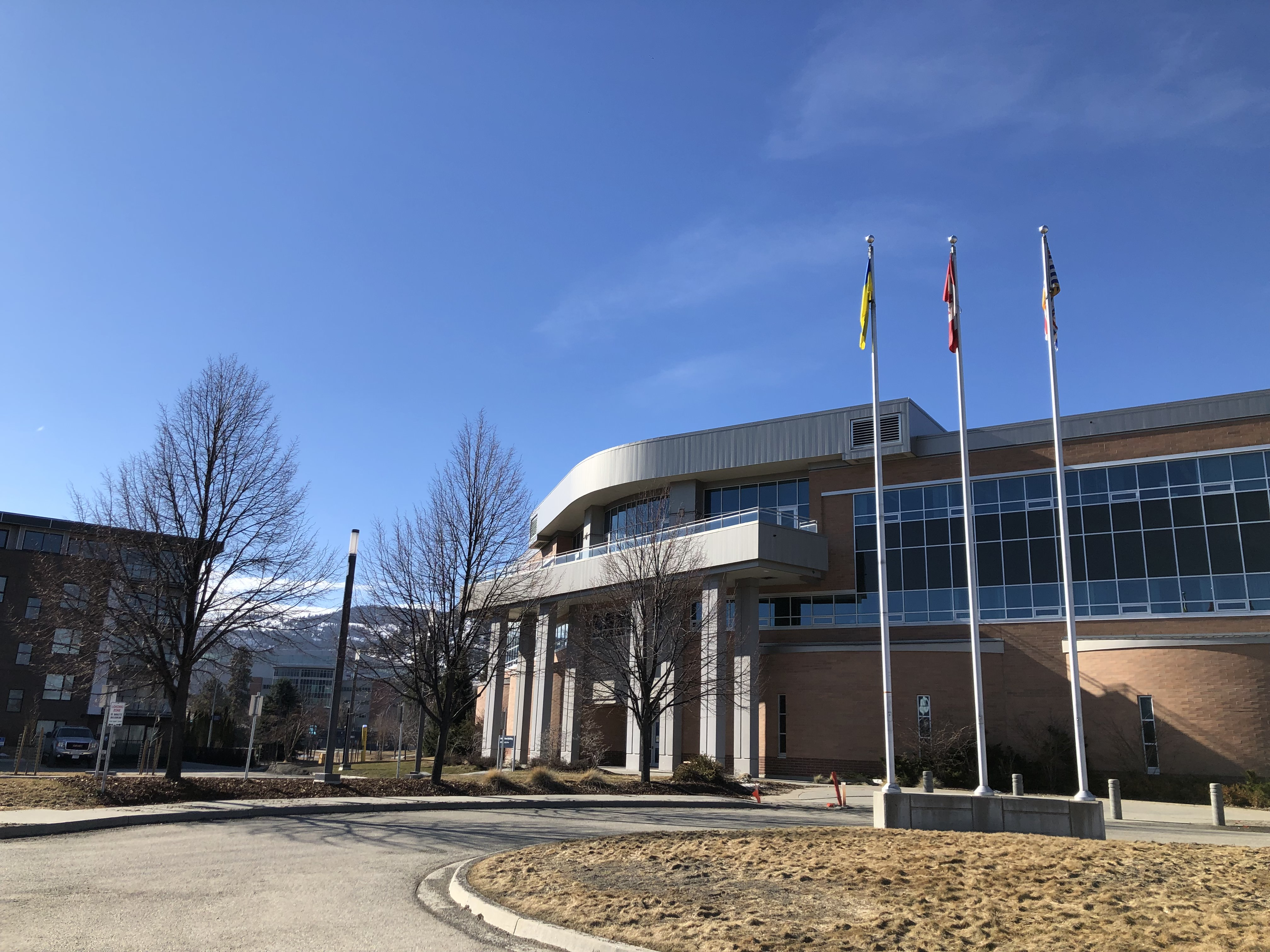
藝術與教育學院
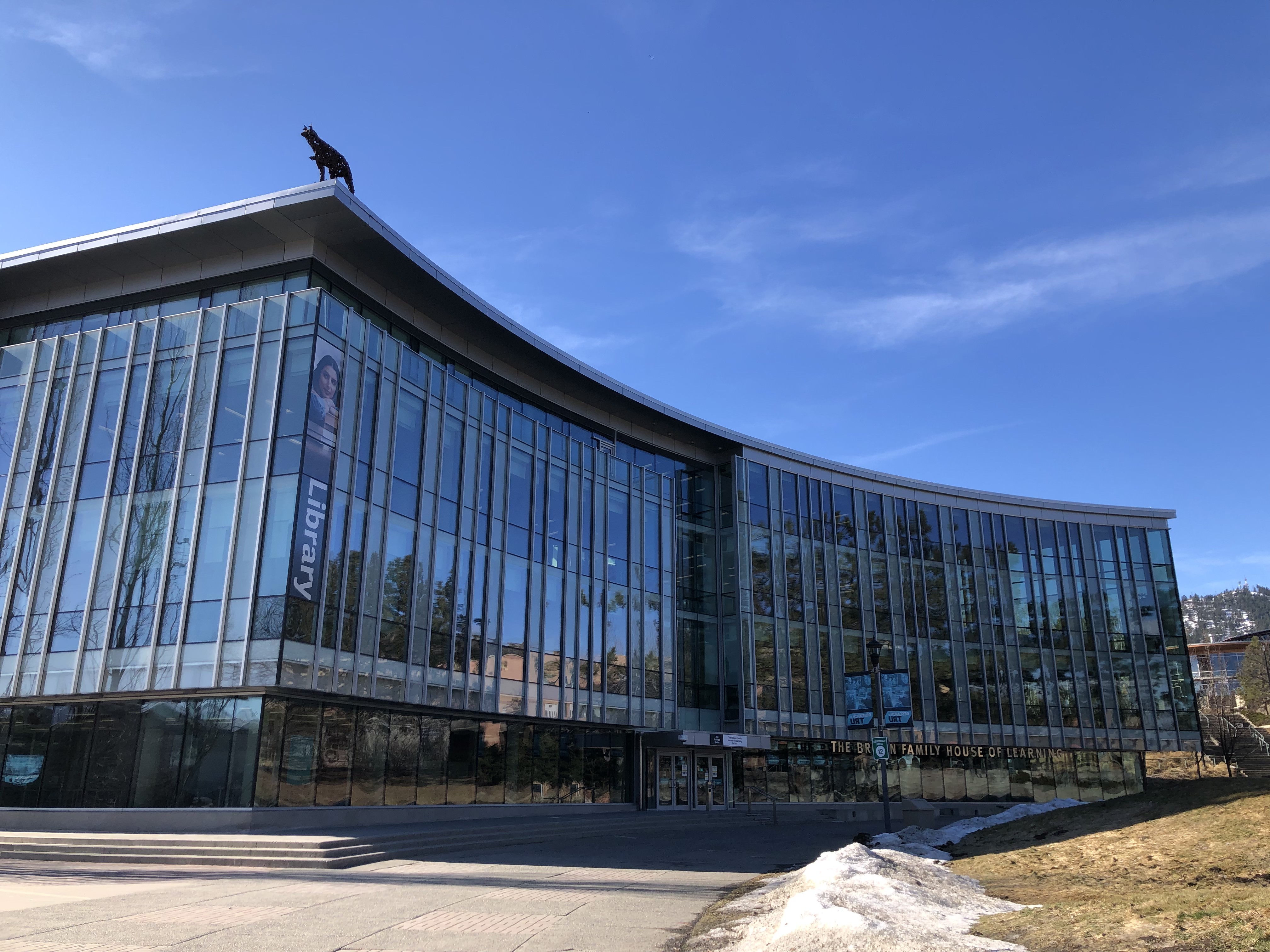
圖書館大樓
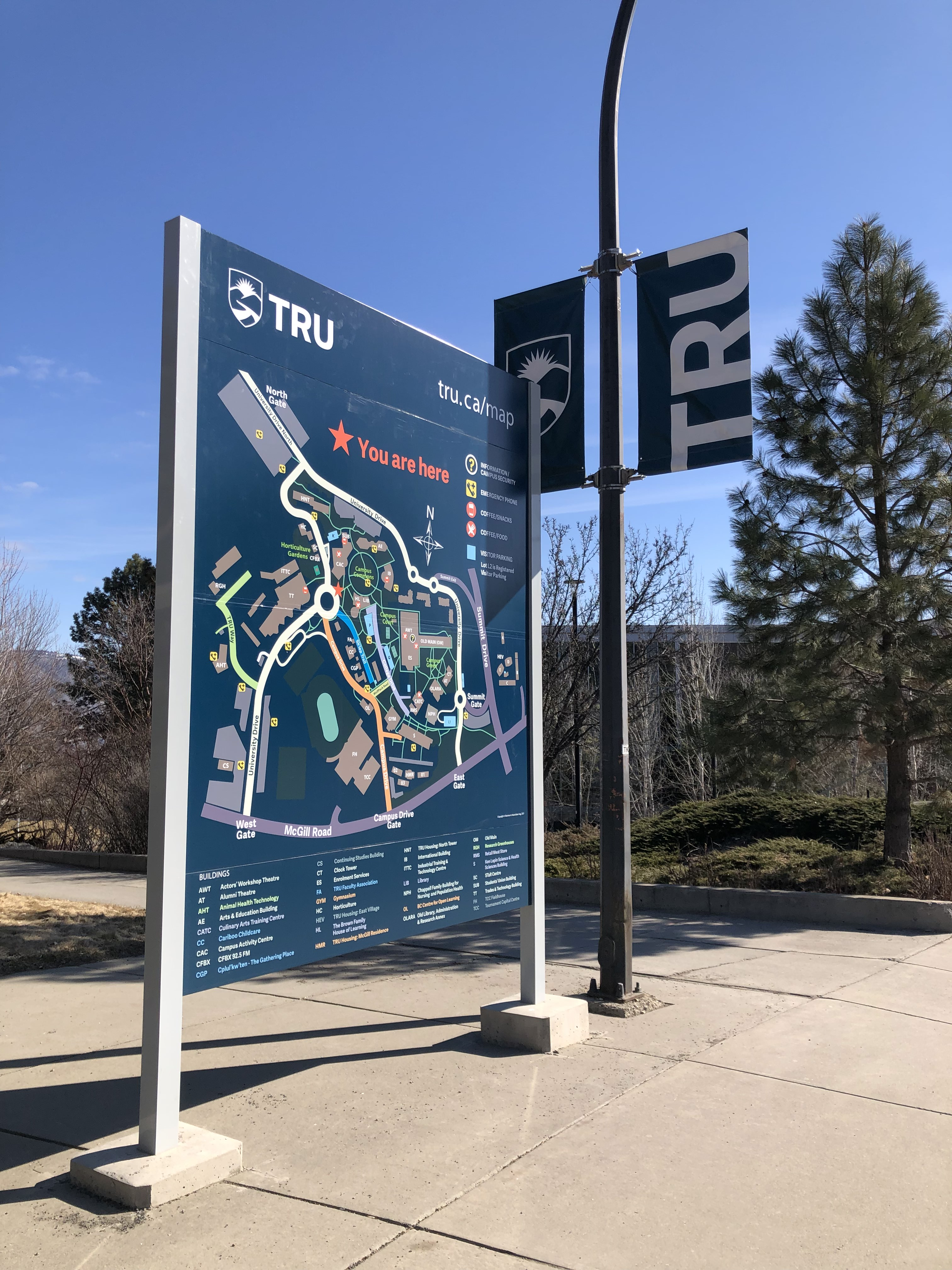
校園地圖看板